# Радиоактивност
Радиоактивността (от латински: radio – „излъчвам“ и activus – „действен“), наричана също радиоактивен разпад, е процес, при който нестабилно атомно ядро губи енергия (изразена в маса в неговата отправна инерциална система) чрез излъчване на радиация, като алфа-частица, бета-частица с неутрино или само неутрино (при електронен захват) или гама-лъчи или електрон (при вътрешна конверсия). Някои силно възбудени ядрени състояния с кратък живот могат да се разпадат и чрез неутронен разпад, а в по-редки случаи – и чрез протонен разпад. Веществата, съдържащи нестабилни ядра, са радиоактивни.
Радиоактивният разпад е стохастичен процес на нивото на отделния атом. Съгласно квантовата теория не е възможно да се предвиди кога конкретен атом ще се разпадне, независимо от колко време съществува. В същото време за група от еднакви атоми очакваната скорост на разпада се характеризира с измерими константа на разпад или период на полуразпад. Това е основата на метода на радиоизотопното датиране. Периодът на полуразпад на радиоактивните атоми няма известна горна граница, обхващайки времеви диапазон от над 55 порядъка – от почти мигновен до много по-дълъг от възрастта на Вселената.
Радиоактивните ядра с нулев спин нямат определена ориентация и затова излъчват пълния импулс на продуктите от своя разпад изотропно – равномерно във всички посоки. Когато при единичен разпад се образуват няколко частици, както при бета-разпада, тяхното относително ъглово разпределение или посоката на техния спин може да не са изотропни. Продуктите на разпада от ядра със спин могат да бъдат разпределение анизотропно спрямо посоката на техния спин. В резултат на външно въздействие, като електромагнитно поле, или когато ядрото е създадено при динамичен процес (предишен разпад или ядрена реакция), който ограничава посоката на неговия спин, такава анизотропия може да бъде измерима.
Радиоактивно разпадащите се ядра се наричат изходни радионуклиди (или изходни радиоизотопи), а разпадът създава поне един производен нуклид. С изключение на гама-разпада и вътрешната конверсия от възбудено състояние на ядрото, радиоактивният разпад представлява ядрена трансмутация, като производните нуклиди имат различен брой протони или неутрони от изходните. При промяна в броя на протоните се създава атом на друг химичен елемент.
Първите открити от хората процеси на радиоактивен разпад са алфа-разпадът, бета-разпадът и гама-разпадът. Алфа-разпад се получава, когато ядрото отделя алфа-частица (хелиево ядро). Това е най-често срещания процес на излъчване на нуклеони, но силно възбудените ядра могат да отделят както единични нуклеони, така и, в случая на клъстерен разпад, определени леки ядра на други елементи. Бета-разпадът може да протича по два начина: бета минус-разпад, когато ядрото излъчва един електрон и едно антинеутрино, при което един неутрон се превръща в протон, или бета плюс-разпад, при който ядрото излъчва един позитрон и едно неутрино, превръщайки протон в неутрон. Силно възбудените богати на неутрони ядра, образувани в резултат на други видове разпад, понякога губят енергия чрез излъчване на неутрони, при което се получават различни изотопи на същия химичен елемент. Ядрото може да прихване електрон, превръщайки протон в неутрон, като този процес се нарича електронен захват. Всички тези процеси водят до добре определена ядрена трансмутация.
За разлика от тези процеси, някои форми на радиоактивен разпад не водят до трансмутация. Енергията на възбуденото ядро може да се излъчи като гама-лъчи при процеса на гама-разпад или да се изгуби при взаимодействие на ядрото с орбитален електрон, изхвърляйки го от атома в процеса на вътрешна конверсия.
Друг вид радиоактивен разпад води до появата на продукти, които са променливи – представляват два или повече фрагмента от първоначалното ядро с няколко възможни маси. Такъв разпад, наричан спонтанно ядрено делене, се наблюдава, когато голямо нестабилно ядро спонтанно се разцепва на две (понякога и три) по-малки производни ядра, което обикновено води до излъчването на гама-лъчи, неутрони или други частици.
На Земята се срещат в природата 28 радиоактивни химични елемента с 34 радионуклида (6 от елементите имат по два различни радионуклида), формирани още преди образуването на Слънчевата система. Тези 34 нуклида се наричат естествени изотопи. Известни примери са уранът и торият, но между тях има и изотопи с дълъг живот, като калий-40. Други около 50 радионуклида с кратък живот, като радият и радонът, които се срещат на Земята, са продукт на вериги на радиоактивен разпад, в началото на които е естествен изотоп, или на продължаващи космогенни процеси, като формирането в атмосферата на въглерод-14 от азот-14 под действието на космически лъчи. Радионуклидите могат и да се създават изкуствено в ускорители на частици или ядрени реактори – по този начин са получени към 650 изотопа с период на полуразпад повече от час и няколко хиляди с по-кратък период на полуразпад.

## История на изследванията

### Откриване на радиоактивността
Явлението радиоактивност е открито за първи път от френския учен Анри Бекерел през 1896 година при изучаване на флуоресценцията. Флуоресцентните вещества излъчват светлина на тъмно, след като са изложени на светлина, и Бекерел предполага, че излъчването, създавано от рентгеновите лъчи в електроннолъчева тръба, може да е свързано с флуоресценцията. Той завива в черна хартия фотографска плака и поставя върху нея различни флуоресцентни соли. Изображение върху плаката се получава само при използване на уранова сол, чието излъчване успява да премине през черната хартия. Това ново излъчване е наречено бекерелови лъчи. На 23 ноември 1896 година Бекерел докладва за резултатите от своите изследвания във Френската академия на науките.
Не след дълго става ясно, че бекереловото излъчване няма нищо общо с флуоресценцията, тъй като се наблюдава и при нефлуоресцентни уранови соли, както и при чистия уран. Направените експерименти показват, че това е неизвестен дотогава вид невидимо лъчение, което може да преминава през хартията и да предизвиква в плаката реакция, аналогична на излагането на видима светлина.
Първоначално изглежда, че новото лъчение е подобно на откритите рентгенови лъчи. Последвалите изследвания на Анри Бекерел, Ърнест Ръдърфорд, Пол Вияр, Пиер Кюри, Мария Кюри и други учени показват, че то е много по-сложен процес. Пръв Ръдърфорд осъзнава, че всички радиоактивни елементи се разпадат, следвайки един и същ експоненциален закон. Заедно със своя студент Фредерик Соди, той установява, че много от процесите на разпад водят до трансмутация на един елемент в друг. Впоследствие Соди и Казимеж Фаянс формулират закона за радиоактивното изместване, описващ продуктите на алфа-разпада и бета-разпада.
Ранните изследователи установяват също, че много други химични елементи, освен урана, имат радиоактивни изотопи. Систематичното търсене на общата радиоактивност на урановите руди насочват Пиер и Мария Кюри към изолирането на два нови елемента – полоний и радий. Радият и барият са много сходни в химическо отношение и именно изследванията на радиоактивността прави разграничението им възможно, тъй като радият е радиоактивен, а барият не.
Изследванията на Пиер и Мария Кюри изиграват важна роля в развитието на науката и медицината. След като откриват радия и полония, те първи въвеждат термина „радиоактивност“. Техните проучвания на радия откриват пътя за нови форми на третиране на рака, които стават първото невоенно приложение на ядрената енергия и поставят началото на съвременната ядрена медицина.

### Откриване на рисковете за здравето
Рисковете за здравето от йонизиращата радиация и рентгеновите лъчи не са установени веднага. Откриването на рентгеновите лъчи от Вилхелм Рьонтген през 1895 година води до масови експерименти от учени, лекари и изобретатели. Още през 1896 година в техническите списания се появяват множество съобщения за изгаряния, падане на коса и по-лоши увреждания. През февруари учени от Вандербилтовия университет правят експеримент с рентгенова снимка на главата на един от тях, в резултат на което косата му опада. В „Електрикал Ревю“ се съобщава за тежки изгаряния на ръцете и гърдите при демонстрация на рентгеноскопия.
Други експериментатори, сред които Илайхю Томсън и Никола Тесла, също съобщават за изгаряния. Томсън умишлено облъчва пръста си с рентгенови лъчи за известно време и регистрира наблюдаваните болка, подуване и образуване на мехури. Въпреки това понякога тези ефекти са приписвани на други явления, като ултравиолетовите лъчи или озона, а много лекари продължават да твърдят, че рентгеновите лъчи нямат никакви вредни ефекти.
През следващите години се появяват първите системни изследвания на здравните рискове и още през 1902 година Уилям Хърбърт Ролинс пише, почти с отчаяние, че предупрежденията му за опасностите от непредпазливата употреба на рентгеновите лъчи остават без последствия. По това време Ролинс е доказал, че рентгеновите лъчи могат да убият опитни животни, да предизвикат аборт при бременни морски свинчета и да убият фетус. Той също подчертава, че „животните се различават по податливостта на външно действие на рентгенова светлина“ и предупреждава, че тези разлики трябва да се отчитат при третирането на пациентите.
В сравнение с рентгеновите лъчи, биологичните ефекти на радиоактивните вещества са по-трудни за установяване. Това дава възможност на много лекари и производители да предлагат на пазара радиоактивни препарати като лекарствени средства, например клизми с радий и тонизиращи напитки с водни разтвори на радий. Мария Кюри публично се противопоставя на такива терапии, предупреждавайки, че действието на радиацията върху човешкото тяло не е добре проучено. По-късно тя умира от апластична анемия, вероятно предизвикана от излагане на йонизираща радиация. До 1930-те години, след множество случаи на костна некроза и смърт на ентусиасти на радиевите терапии, съдържащите радий медицински препарати са като цяло премахнати от пазара.

### Радиационна защита
Само година след откриването на рентгеновите лъчи американският инженер Волфрам Фукс създава вероятно първото защитно устройство, но едва през 1925 година първият Международен конгрес по радиология предвижда създаването на международни стандарти за защита от радиация. Въздействието на радиацията върху гените, включително върху риска от заболяване от рак, са изяснени значително по-късно. През 1927 година Херман Джоузеф Малър публикува резултати от изследванията си, демонстриращи генетичното въздействие на радиацията, за което през 1946 година получава Нобелова награда за физиология и медицина.
Вторият Международен конгрес по радиология в Стокхолм през 1928 година предлага въвеждането на единицата за облъчване с йонизираща радиация рентген и е създаден Международен комитет за рентгенова и радиева защита, който е оглавен от Ролф Сиверт и се събира през 1931, 1934 и 1937 година.
След Втората световна война нарастващото количество и разнообразие на радиоактивни вещества в резултат на военните и граждански ядрени програми по света излага големи групи работници и външни лица на възможен риск от облъчване с опасни нива на йонизираща радиация. Този проблем е разглеждан на първия следвоенен Международен конгрес по радиология в Лондон през 1950 година, където е създадена сегашната Международна комисия по радиологична защита. Оттогава тя разработва съвременната международна система за защита от радиация, покриваща всички аспекти на радиационните рискове.

## Единици за измерване на радиация
Единицата за измерване на радиоактивност в Международната система единици е бекерел, наречена в чест на Анри Бекерел, с означение Bq и размерност 1/s. Един бекерел се дефинира като една трансформация (или разпад) за секунда.
По ранна единица за радиоактивност е кюри (Ci), първоначално дефинирана като „количеството или масата на радиева еманация в равновесие с един грам радий“. Днес кюри се дефинира като 3,7 × 1010 разпада в секунда, така че 1 Ci = 3,7 × 1010 Bq. Макар в Съединените щати двете единици да продължават да се използват в контекста на радиационната защита, в Европейския съюз използването на кюри е прекратено в средата на 80-те години на XX век.
Вредното въздействие на йонизиращата радиация обикновено се измерва с единиците грей (Gy) за механично увреждане и сиверт (Sv) за увреждане на тъканите. Други единици са рад (rad), рентген (R) и еман (Em).
1 Ci = 3,7.1010 Bq
1 Bq = 0,027 nCi
1 rad = 0,01 Gy = 10 mGy
1 Gy = 100 rad
1 Sv = 1Gy*w
1 R = 0.0098 Sv = 0.88 rad
1 Em = 3,7 Bq = 10-10 Ci

## Видове радиоактивност според частиците

### Алфа-разпад
α-разпад се нарича спонтанното разпадане на атомното ядро, вследствие на което се получават дъщерно ядро и α-частица (ядро на 4He). Алфа частиците се състоят от два протона и два неутрона. Алфа разпадът е характерен за тежките ядра, с масово число А≥140.
{\displaystyle {}_{Z}^{A}{\textrm {X}}\rightarrow {}_{Z-2}^{A-4}{\textrm {Y}}+{}_{2}^{4}{\textrm {He}}}. Алфа лъчите проникват само няколко хилядни от сантиметъра в алуминиево фолио и трудно проникват през лист хартия. Притежават значителна йонизираща способност и са особено опасни при вътрешно облъчване, ако попаднат в меките тъкани на организма с храна или въздух.

### Бета-разпад
Бета-лъчите са ускорени потоци от високоенергийни електрони или позитрони. Бета-активността е съпроводена с излъчване на неутрино (антинеутрино), което обяснява непрекъснатия енергиен спектър при този тип разпад. Бета лъчите имат по-голяма проникваща способност и за разлика от алфа-лъчите представляват опасност и при външно облъчване. При (β-) разпад се осъществява ядрен процес на превръщане на ядрен неутрон в протон, който остава в ядрото и повишава поредния номер с единица (в пространството се излъчват електрон и антинеутрино). При (β+) се извършва аналогичен процес: ядрен протон се превръща в неутрон (поредния номер се понижава с едно) и ядрото излъчва позитрон и неутрино. Позитроните анихилират мигновено след излъчването си, което е причина за съпътстващо гама-лъчение.

### Гама-лъчение
Гама лъчите са поток от високоенергийни електромагнитни вълни с много малка дължина на вълната (намират се най-ляво в спектъра). Поради това, че не притежават маса, проникващата им способност е по-голяма спрямо алфа и бета лъченията. Това ги прави изключително опасни както при вътрешно, така и при външно облъчване. На практика могат да изминат стотици метри във въздуха. Сравнително добра защитна роля от гама лъчения могат да окажат екраниращи материали от тежки метали (предимно олово) в съчетание с дебели бетонни прегради.
....

## Характеристики на радионуклидите
- Период на полуразпад —t1/2 – времето, за което се разпада половината от изходното количество радиоактивно вещество, с други думи, радиоактивността намалява наполовина.
- Средно време на живот —τ – средното време на живот на радиоактивна частица.
- Константа на разпад —λ – реципрочната стойност на средно време на живот – статистическата вероятност за протичане на разпад.

Променливи:
- Активност A – брой разпаднали се ядра за единица време, Bq.
- Брой ядра – N – общият брой ядра в зададено време.
- Специфична активност – As – повърхностна, масова или обемна: активността съпоставена към единица повърхност, маса или обем.

Връзката между тези величини се дава с:
{\displaystyle t_{1/2}={\frac {\ln(2)}{\lambda }}=\tau \ln(2)}
{\displaystyle A=-{\frac {dN}{dt}}=\lambda N}
Активността е количествена характеристика за определена проба от даден материал. Тя няма абсолютна стойност, както константата на разпад и периода на полуразпад.

## Приложения
Източници на радиоактивност се използват за диагностика, терапия и обработка на материали
- Медицина за радиотерапия на онкологични заболявания.
- Радиационна дефектоскопия.
- Радиационно съшиване на полимери.
- Радиационно пречистване на леярни газове и отпадни води.
- Радиовъглеродно датиране
- Детектори на дим в алармени системи

## Доза на йонизиращите лъчения
Количеството енергия, погълнато от тела и предмети, които са били изложени на йонизиращо лъчение, се нарича „доза на йонизиращите лъчения“. Разделът от физиката, занимаващ се с определянето (измерването) на дозата на йонизиращите лъчения, се нарича дозиметрия, а измервателните уреди – дозиметри.

## Ефекти от радиация върху хората
Радиация при екстремна интензивност от 6 сиверта се счита за фатална. Човешкото тяло няма рецептори за радиоактивност, а когато се появят симптоми, увреждането вече е настъпило. Определени организми могат да понесат големи дози радиация, като краткотрайният живот на тези организми не позволява да настъпят увреждания или мутации.

## Мерки за безопасност при работа
Работата с радиоактивни вещества може да бъде и безопасна, ако са взети необходимите предохранителни мерки. При работа с радиоактивни източници погълнатата доза е правопропорционална на времето на облъчване и обратно пропорционална на квадрата от разстоянието до източника. Това налага следните предпазни мерки:
- Да се работи с минимално количество радиоактивни изотопи, най-малко токсични, като се работи по възможност на максимално разстояние и се намали до минимум времето на престоя близо до тях
- Да се използва необходимата защита между източника и работника
- Да се провежда необходимия дозиметричен контрол на помещението, въздуха, водата и работниците
- Всички работи с открити радиоактивни изотопи да се провеждат в защитени места
- В случай на разливане на радиоактивен разтвор да се вземат веднага необходимите мерки, за да не се замърси въздухът от изпаренията на разтвора, да не се замърсява водата, да се ограничи по-нататъшното разпространение по околната повърхност

### Защита от лъчения
За предпазване на хората от вредното действие на лъченията в близост до ядрени съоръжения и други източници се прилага екраниране, т.е. между източника на лъчението и хората се поставя преграда (екран). Екранът е от подходящ материал, който поглъща лъчението и зад екрана то отслабва до допустимото ниво. Материалът и неговата дебелина се избират според вида на лъчението.

#### Алфа-частици
Като се има предвид, че алфа-частиците губят бързо своята енергия, в резултат на което тяхната проникваща способност е малка, то за защита от тях се взема какъв да е твърд или течен материал с дебелина, не по-малка от 1 mm. Тънко органическо стъкло, пласт от каучук, дебела хартия или картон поглъщат изцяло алфа-частиците. Основен момент за безопасността при боравенето с тях е недопускането да навлязат в организма, чрез вдишване или храна съдържащи алфа-активни източници.

#### Бета-частици
Проникващата способност на бета-частиците е много по-голяма и отслабването на потока зависи от атомния номер на поглъщащото вещество, но за атомен номер на „поглъщателя“ до 30 отслабването е приблизително еднакво. Бета-частиците са опасни именно защото могат да йонизират кръвта на човек. Подходящи материали за поглъщане на бета-частици са стъкло, алуминий, каучук и др. Например органическото стъкло с дебелина 25 mm поглъща всички бета-частици с енергия до 4 MeV.

#### Гама-лъчение
Отслабването на гама-лъчението при преминаване през различни материали става в резултат на неговото взаимодействие с веществото. Понеже взаимодействието с веществото расте с увеличаване на атомния номер, най-подходящи материали за защита са олово, стомана и бетон. Обаче за фотони с енергия 0,5 – 0,75 MeV плътността на материала е от по-съществено значение, отколкото атомния номер.